# Raphaël Poirée
Raphaël Poirée (* 9. srpna 1974 Rives) je bývalý francouzský biatlonista, čtyřnásobný vítěz celkového hodnocení světového poháru a osminásobný mistr světa.

## Kariéra
Prvního velkého úspěchu se Poirée dočkal na mistrovství světa v roce 1998, když vybojoval bronz ve stíhacím závodě. V roce 2000 se stal poprvé mistrem světa v závodě s hromadným startem, který je jeho nejlepší disciplínou – titul v něm zopakoval i v letech 2001, 2002, 2004 a 2005, mezitím v roce 2003 obsadil aspoň bronzový stupínek.
V letech 2000 až 2002 vyhrál Poirée třikrát za sebou celkové pořadí světového poháru.
Na zimních olympijských hrách 2002 v Salt Lake City ale na předchozí úspěchy nenavázal a získal jen stříbrnou medaili ve stíhacím závodě a bronz ve štafetě.
V následujícím období ale pokračoval ve výborných výsledcích, zvláště v sezóně 2003–04, ve které počtvrté vyhrál celkovou klasifikaci světového poháru a na mistrovství světa v Oberhofu získal tři zlaté medaile ve sprintu, vytrvalostním závodě a závodě s hromadným startem.
Ani druhý olympijský pokus na hrách 2006 v Turíně Poiréeovi nevyšel. Ve srovnání se Salt Lake City si pohoršil na jediný bronz ze štafety.
Do ledna 2007 vyhrál Poirée 39 závodů světového poháru, čtyřicáté vítězství vybojoval na mistrovství světa v roce 2007 v Anterselvě v Itálii. Návrat na přední příčky si zajistil díky perfektní střelbě a podruhé v kariéře vyhrál v mistrovském vytrvalostním závodě. Po závodu oznámil záměr ukončit na konci sezóny kariéru a věnovat se více rodině. Do konce roku pak zvýšil počet svých vítězství ve světovém poháru na konečných 44, poslední závody absolvoval v březnu 2007 na Holmenkollenu v Oslo. Poslední sezónu ve světovém poháru zakončil na celkovém třetím místě.

## Soukromý život
Poirée je ženatý. Jeho první manželkou byla od roku 2000 norská biatlonistka Liv Grete Skjelbreidová, se kterou má tři dcery (Emmu, Annu a Lenu). Když uspěli na olympijských hrách v roce 2002, stali se prvním manželským párem, který na jedněch olympijských hrách vybojovali dvě medaile pro různé země. I Liv Grete vyhrála v Salt Lake City stříbro. Rozešil se roku 2013. Od roku 2016 je ženatý s Anne Tunes.
Poirée je podobně jako zbytek francouzské biatlonové a běžecké reprezentace vojákem. Mluví francouzsky, anglicky, norsky a italsky. Jeho koníčky jsou filmy a tenis.

## Sportovní výsledky

### Olympijské hry a mistrovství světa
| Sezóna  | Akce | Místo           | SP  | SZ  | HZ  | IZ  | ŠT  | SŠT | TEAM |
| ------- | ---- | --------------- | --- | --- | --- | --- | --- | --- | ---- |
| 1995/96 | MS   | Ruhpolding      | 23. | ×   | ×   | 67. | 5.  | ×   | –    |
| 1996/97 | MS   | Brezno-Osrblie  | 59. | –   | ×   | 14. | 5.  | ×   | 7.   |
| 1997/98 | ZOH  | Nagano          | DNS | ×   | ×   | 22. | 7.  | ×   | ×    |
| 1997/98 | MS   | Pokljuka        | ×   | 3.  | ×   | ×   | ×   | ×   | ×    |
| 1997/98 | MS   | Hochfilzen      | ×   | ×   | ×   | ×   | ×   | ×   | 7.   |
| 1998/99 | MS   | Kontiolahti     | 26. | 11. | 9.  | 19. | 12. | ×   | ×    |
| 1999/00 | MS   | Holmenkollen    | 6.  | 3.  | 1.  | 4.  | 10. | ×   | ×    |
| 2000/01 | MS   | Pokljuka        | 7.  | 2.  | 1.  | 37. | 1.  | ×   | ×    |
| 2001/02 | ZOH  | Salt Lake City  | 9.  | 2.  | ×   | 10. | 3.  | ×   | ×    |
| 2001/02 | MS   | Holmenkollen    | ×   | ×   | 1.  | ×   | ×   | ×   | ×    |
| 2002/03 | MS   | Chanty-Mansijsk | DNF | –   | 3.  | 7.  | 13. | ×   | ×    |
| 2003/04 | MS   | Oberhof         | 1.  | 2.  | 1.  | 1.  | 3.  | ×   | ×    |
| 2004/05 | MS   | Hochfilzen      | 13. | 9.  | 3.  | 8.  | 5.  | 6.  | ×    |
| 2005/06 | ZOH  | Turín           | 8.  | DNF | 12. | 20. | 3.  | ×   | ×    |
| 2005/06 | MS   | Pokljuka        | ×   | ×   | ×   | ×   | ×   | 3.  | ×    |
| 2006/07 | MS   | Anterselva      | 8.  | 6.  | 3.  | 1.  | –   | 2.  | ×    |